# Verhnii Kuialnîk, Berezivka
Verhnii Kuialnîk (în ucraineană Верхній Куяльник) este un sat în comuna Ivanivka din raionul Berezivka, regiunea Odesa, Ucraina.

## Demografie
Componența lingvistică a localității Verhnii Kuialnîk
     Ucraineană (65,31%)
     Bulgară (26,53%)
     Rusă (5,61%)
     Română (1,53%)
     Belarusă (1,02%)
Conform recensământului din 2001, majoritatea populației localității Verhnii Kuialnîk era vorbitoare de ucraineană (65,31%), existând în minoritate și vorbitori de bulgară (26,53%), rusă (5,61%), română (1,53%) și belarusă (1,02%).